# Кахане, Давид
Давид Кахане (ивр. דוד כהנא‎; 15 марта 1903, Гримайлов, Галиция, Австро-Венгрия — 24 сентября 1998, Иерусалим, Израиль) — раввин, религиозный деятель, подполковник Войска Польского.
Родился 15 марта 1903 года в Гримайлове, недалеко от Тернополя, Австро-Венгрия (теперь территория Украины), в еврейской семье.
В 1929 году окончил образование в Венском университете и в «Бейт-мидраше» (Еврейской теологической семинарии) для раввинов. Вернулся во Львов. Был деятелем сионистской партии Мизрахи и раввином Сикстуской синагоги города Львова, занимался педагогической деятельностью, преподавал религиеведение и основы иудаизма.
В 1929 году он был назначен раввином Сикстуской синагоги во Львове на ул. Шайнохи, 6 (ныне ул. Банковская), и оставался на этой должности до оккупации Львова Советским Союзом в 1939 году.
Во время Второй мировой войны содержался в Львовском гетто, а с 1942 года — в Яновском концлагере, откуда бежал в марте 1943 года. Сам раввин Кахане, а также его жена и малолетняя дочь были спасены представителями греко-католического (униатского) духовенства Львова, в том числе митрополитом Андреем Шептицким и его братом, игуменом Климентием. Сам раввин Кахане укрывался в студитском монастыре, где получил возможность работать в библиотеке. Переправил митрополиту Андрею Шептицкому еврейские книги и религиозные реликвии, которые таким образом были спасены от уничтожения.
После Второй мировой войны служил во львовской синагоге «Хадашим», участвовал в возрождении еврейской общины Польши, служил главным раввином Войска Польского, сначала в звании майора, а с 1946 года — подполковника. В 1950 году переехал в Израиль, где был главным раввином Военно-воздушных сил Израиля. Затем являлся главным раввином еврейской общины Аргентины. Автор книги о судьбе Львовского гетто.